# Bollate
Bollate es un municipio de la Ciudad metropolitana de Milán en Lombardía. Hasta el 2004 pertenecía al municipio de Bollate aún Baranzate, ahora municipio autónomo.

## Lugares de interés
En la fracción Castellazzo se halla Villa Arconati, una villa del siglo XVIII con un parque muy grande en el que cada verano tiene lugar un festival de música. Sin embargo, la villa habitualmente no se puede visitar.

## Evolución demográfica
| Gráfica de evolución demográfica de Bollate entre 1861 y 2001 |
|                                                               |
| Fuente ISTAT - elaboración gráfica de Wikipedia               |

## Transportes

### Aeropuerto
El aeropuerto más cercano es el de Malpensa, que se puede alcanzar en tren con cambio en la estación de Saronno. Bollate se sirve también del aeropuerto de Linate.

### Conexiones viales
La conexión vial principal es la A8 Milán–Como-Varese y tiene una salida en Rho fiera.

### Conexiones ferroviarias
En Bollate hay dos estaciones de ferrocarril de la línea Milán-Saronno de las Ferrovie Nord: la principal es la de Bollate centro, que se halla bastante cerca del casco antiguo, y además está la estación de Bollate Nord, que se encuentra ubicada en un barrio septentrional de Bollate.

### Transportes urbanos
En Bollate hay unas líneas de buses que unen el centro a las fracciones y el pueblo a otros de las cercanías.
- Datos: Q12066
- Multimedia: Bollate / Q12066

1. ↑  Worldpostalcodes.org, código postal n.º 20021.
2. ↑  «Codici Catastali». Comuni-italiani.it (en italiano). Consultado el 29 de abril de 2017.